# Trachyandra dissecta
Trachyandra dissecta är en grästrädsväxtart som beskrevs av Anna Amelia Obermeyer. Trachyandra dissecta ingår i släktet Trachyandra och familjen grästrädsväxter. Inga underarter finns listade i Catalogue of Life.